# Fractal

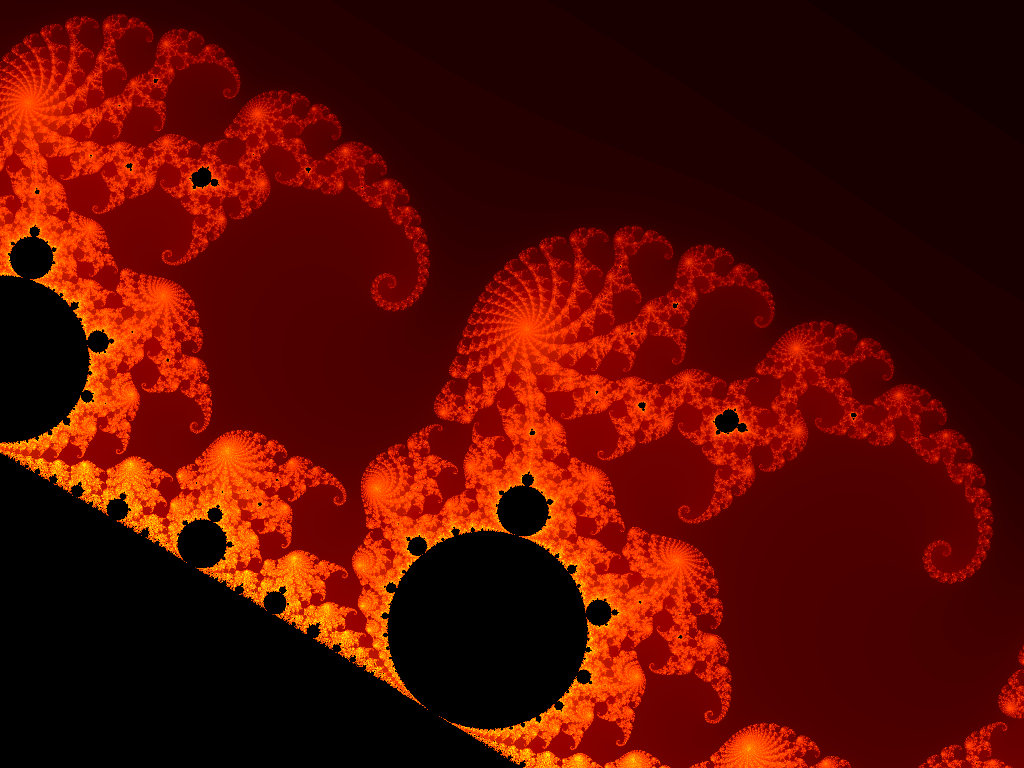
Granița mulțimii lui Mandelbrot este un exemplu faimos de fractal.

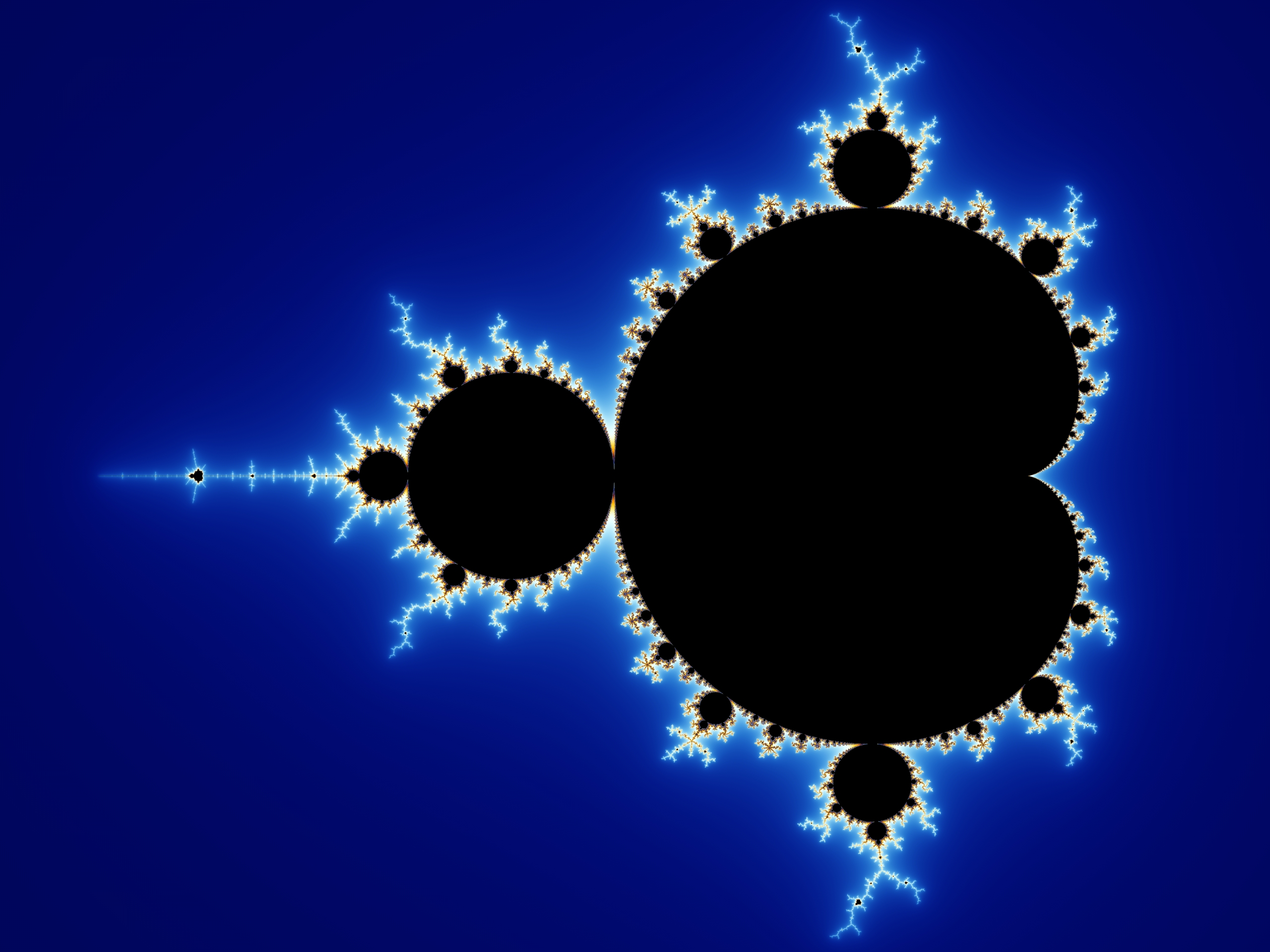
Altă imagine a mulțimii lui Mandelbrot.

Colocvial, un fractal este o figură geometrică fragmentată sau frântă care poate fi divizată în părți, astfel încât fiecare dintre acestea să fie (cel puțin aproximativ) o copie miniaturală a întregului". Termenul a fost introdus de Benoît Mandelbrot în 1975 și este derivat din latinescul fractus, însemnând "spart" sau "fracturat".
Fractalul, ca obiect geometric, are în general următoarele caracteristici:
- Are o structură fină la scări arbitrar de mici.
- Este prea neregulat pentru a fi descris în limbaj geometric euclidian tradițional.
- Este autosimilar (măcar aproximativ sau stohastic).
- Are dimensiunea Hausdorff mai mare decât dimensiunea topologică (deși această cerință nu este îndeplinită de curbele Hilbert).
- Are o definiție simplă și recursivă.[2]

Deoarece par identici la orice nivel de magnificare, fractalii sunt de obicei considerați ca fiind infinit complecși (în termeni informali). Printre obiectele naturale care aproximează fractalii până la un anumit nivel se numără norii, lanțurile montane, arcele de fulger, liniile de coastă și fulgii de zăpadă. Totuși, nu toate obiectele autosimilare sunt fractali—de exemplu, linia reală (o linie dreaptă euclidiană) este autosimilară, dar nu îndeplinește celelalte caracteristici.

## Etimologie
Cuvântul fractal provine din latinul fractuus, ce derivă din verbul frangere care înseamnă "a rupe", "a fragmenta", "a frânge".

## Istorie

Pentru a crea un fulg Koch, se începe cu un triunghi echilateral și se înlocuiește treimea din mijloc de pe fiecare latură cu două segmente astfel încât să se formeze un nou triunhghi echilateral exterior. Apoi se execută aceiași pași pe fiecare segment de linie a formei rezultate, la infinit. Cu fiecare iterație, perimetrul acestei figuri crește cu patru treimi. Fulgul Koch este rezultatul unui număr infinit de execuții ale acestor pași, și are lungime infinită, în timp ce aria sa rămâne finită. De aceea, fulgul Koch și construcțiile similare sunt numite uneori "curbe monstru."

Încă din cele mai vechi timpuri, oamenii au încercat să-și explice anumite fenomene, prin intermediul unor modele, care la început au fost simpliste, dar aproximând natura.
Odată cu evoluția științei, modelele devin tot mai complexe și se apropie tot mai mult de fenomenele reale observate.
Astfel, geometria clasică, euclidiană, lucrează cu figuri geometrice simple.
Apariția geometriilor neeuclidiene (ai căror fondatori au fost Lobacevski și Bolyai) a condus la o reconsiderare a vechilor teorii.
Matematica din spatele fractalilor a apărut în secolul 17, când filosoful Gottfried Leibniz a considerat autosimilaritatea recursivă (deși greșise gândindu-se că numai liniile drepte sunt autosimilare în acest sens).
În a doua parte a secolului al XIX-lea și începutul secolului XX, anumiți matematicieni semnalează existența unor entități geometrice excepționale, fără nicio asemănare cu figurile și corpurile studiate până atunci.
Printre acestea se numără curba lui Koch, o curbă de lungime infinită ce limitează o arie finită și care nu admite tangentă în niciun punct al acesteia și dimensiunea Hausdorff, obiect geometric care nu are dimensiunea întreagă.
În 1872 a apărut o funcție al cărei grafic este considerat azi fractal, când Karl Weierstrass a dat un exemplu de funcție cu proprietatea că este continuă, dar nediferențiabilă. În 1904, Helge von Koch, nesatisfăcut de definiția abstractă și analitică a lui Weierstrass, a dat o definiție geometrică a unei funcții similare, care se numește astăzi fulgul lui Koch. În 1915, Waclaw Sierpinski a construit triunghiul și, un an mai târziu, covorul lui Sierpinski. La origine, acești fractali geometrici au fost descriși drept curbe în loc de forme bidimensionale, așa cum sunt cunoscute astăzi. Ideea de curbe autosimilare a fost preluată de Paul Pierre Lévy, care, în lucrarea sa Curbe și suprafețe în plan sau spațiu formate din parți similare întregului din 1938, a descris o nouă curbă fractal, curba C a lui Lévy.
Georg Cantor a dat, de asemenea, exemple de submulțimi ale axei reale cu proprietăți neobișnuite — aceste mulțimi Cantor sunt numite astăzi fractali.
Funcțiile iterate în planul complex au fost investigate la sfârșitul secolului 19 și începutul secolului 20 de Henri Poincaré, Felix Klein, Pierre Fatou și Gaston Julia. Totuși, fără ajutorul graficii pe calculator moderne, ei nu puteau vizualiza frumusețea numeroaselor obiecte pe care le descoepriseră.
Cel care își dă seama că asemenea ciudățenii matematice nu constituie doar un exercițiu de imaginație și că se regăsesc în natură a fost Benoît Mandelbrot.
Acesta observă că forma unui munte nu este o piramidă sau un con, trunchiul îmbrăcat cu scoarță al unui copac nu este un cilindru perfect neted, norii nu sunt sfere.
Așadar, în natură nu întâlnim forme geometrice simple, regulate, ci forme cu un grad înalt de complexitate și unicitate.
Din această observație s-a născut o nouă știință care studiază aceste forme complexe, știință ce poartă denumirea de geometrie fractală.
În anii 1960, Mandelbrot a început să cerceteze autosimilaritatea în lucrări precum Cât de lungă este coasta Marii Britanii? Autosimilaritate statistică și dimensiune fracțională. În sfârșit, în 1975, Mandelbrot a inventat termenul "fractal" pentru a denumi un obiect al cărei dimensiune Hausdorff-Besicovitch este mai mare decât dimensiunea topologică a sa. A ilustrat această definiție matematică cu imagini construite pe calculator.

## Exemple

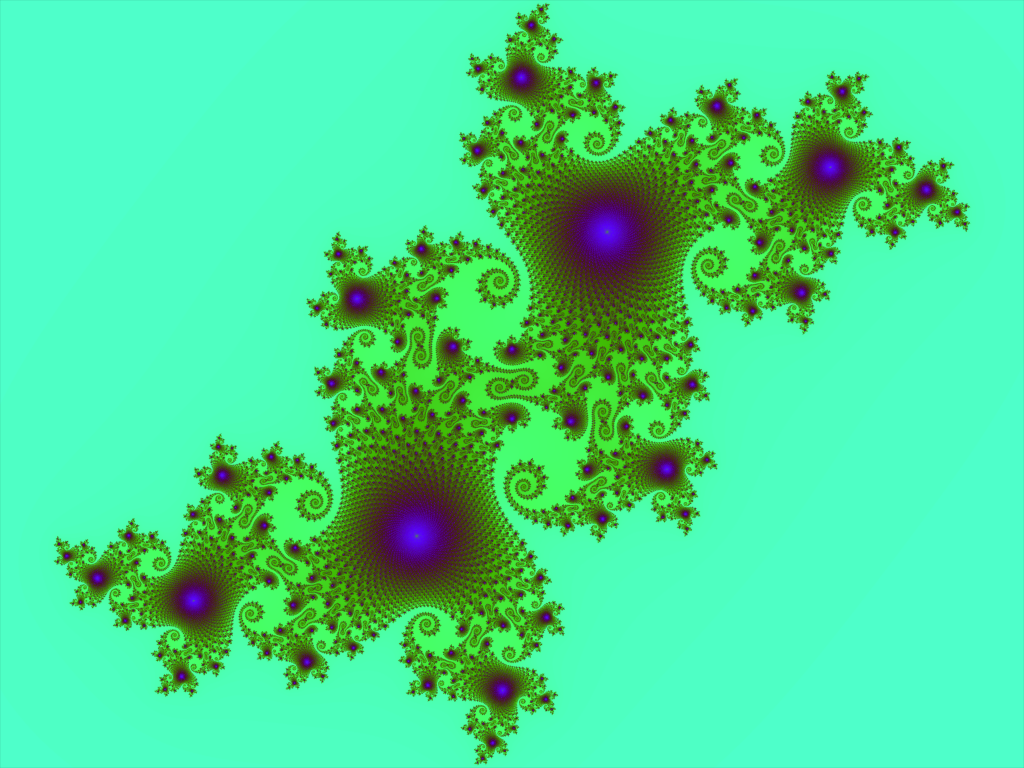
O mulțime Julia, un fractal înrudit cu mulțimea lui Mandelbrot

O clasă de exemple simple este dată de mulțimile Cantor, triunghiul și covorul lui Sierpinski, buretele lui Menger, curba dragon, curba lui Peano și curba Koch. Alte exemple de fractali sunt fractalul lui Lyapunov și mulțimile limită ale grupurilor Kleiniene. Fractalii pot fi determiniști (toți cei anteriori) sau stocastici (adică nedeterminiști). De exemplu, traiectoriile mișcării browniene în plan au dimensiunea Hausdorff 2.
Sistemele haotice dinamice sunt uneori asociate cu fractalii. Obiectele din spațiul fazelor dintr-un sistem dinamic pot fi fractali (vezi atractor). Obiectele din spațiul parametrilor al unei familii de sisteme pot fi de asemenea fractali. Un exemplu interesant este mulțimea lui Mandelbrot. Această mulțime conține discuri întregi, deci are dimensiunea Hausdorff egală cu dimensiunea topologică (adică 2) — dar ceea ce este surprinzător este că granița mulțimii lui Mandelbrot are de asemenea dimensiunea Hausdorff 2 (în timp ce dimensiunea topologică este 1), un rezultat demonstrat de Mitsuhiro Shishikura în 1991. Un fractal foarte înrudit este mulțimea Julia.
Chiar și la curbele simple se poate observa proprietatea de autosimilaritate. De exemplu, distribuția Pareto produce forme similare la diferite niveluri de grosisment.

## Autosimilaritate
Mandelbrot folosește termenul fractal în sensul de "neregulat", iar definiția pe care o formulează este: 
"... un ansamblu care prezintă aceleași neregularități la orice scară ar fi privit."

Așadar, din punct de vedere geometric, fractalul este un anasamblu ale cărui părți sunt într-o bună măsură identice cu întregul.
Această proprietate se numește autosimilaritate.
Într-un mod sugestiv se poate spune că dacă un obiect de o complexitate geometrică este privit de la o anumită distanță, apoi făcând un zoom este privit din nou și repetând procedeul la infinit, imaginea care se vede este aceeași.
În 1958 Kolmogorov introduce conceptul de dimensiune de autosimilaritate (de capacitate) în următorul mod:
Să presupunem un segment de dreaptă, un pătrat și un cub care sunt reduse la scara s (s < 1).
Se obțin noi obiecte similare în număr de:
{\displaystyle N(s)={\frac {1}{s}}}   pentru segment,
{\displaystyle N(s)=\left({\frac {1}{s}}\right)^{2}}   pentru pătrat,    (1)
{\displaystyle N(s)=\left({\frac {1}{s}}\right)^{3}}   pentru cub.
Dar dimensiunea topologică a segmentului este 1, a pătratului este 2, iar a cubului este 3, în care caz se poate scrie la modul general că:
{\displaystyle N(s)=\left({\frac {1}{s}}\right)^{p}}   (2)
de unde prin logaritmare rezultă:
{\displaystyle D={\frac {\lg N(s)}{\lg \left({\frac {1}{s}}\right)}}}   (3)
Numărul D poartă denumirea de dimensiune de autosimilaritate sau de capacitate.
Mai târziu, aceasta este denumită și dimensiune Hausdorff.

## Dimensiunea Hausdorff a unor fractali

Mulțimea lui Cantor în spațiul 2D

Fulgul de zăpadă a lui Koch

Triunghiul lui Sierpinski

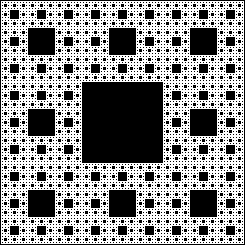
Covorul lui Sierpinski

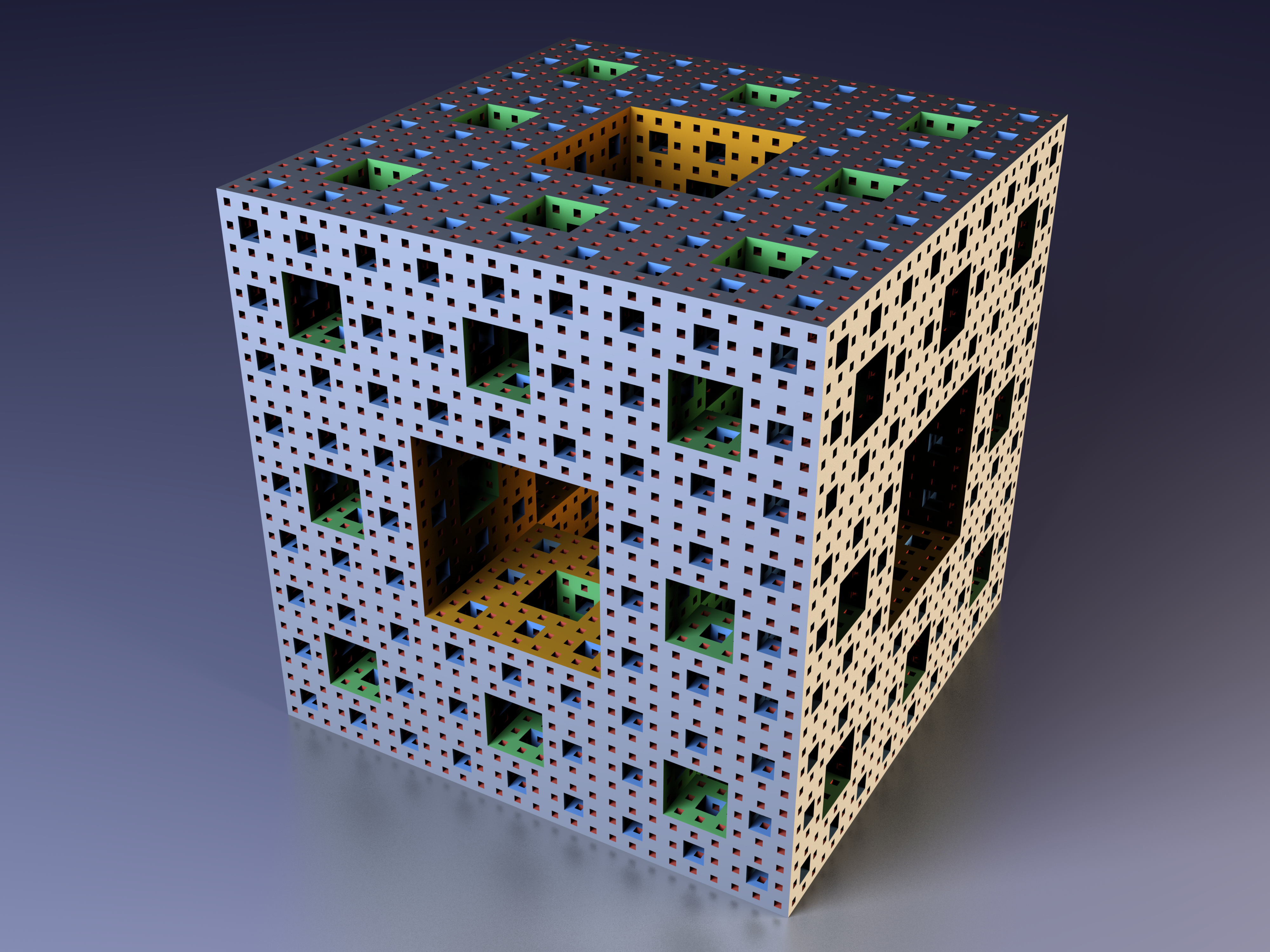
Buretele lui Menger

### Mulțimea lui Cantor
În cazul mulțimii lui Cantor, formula (3) devine:
{\displaystyle D={\frac {\lg N(s)}{\lg \left({\frac {1}{s}}\right)}}={\frac {\lg 2^{k}}{\lg 3^{k}}}={\frac {k\lg 2}{k\lg 3}}={\frac {\lg 2}{\lg 3}}\approx 0,6309.}
Mulțimea Cantor fiind o mulțime de puncte are dimensiunea topologică {\displaystyle D_{T}=0.}

### Curba lui Koch
Pentru Curba lui Koch formula (3) se scrie:
{\displaystyle D={\frac {\lg N(s)}{\lg \left({\frac {1}{s}}\right)}}={\frac {\lg 4^{k}}{\lg 3^{k}}}={\frac {k\lg 4}{k\lg 3}}={\frac {\lg 4}{\lg 3}}\approx 1,2618.}
Fiind o curbă, dimensiunea topologică este {\displaystyle D_{T}=1.}

### Triunghiul lui Sierpinski
În cazul triunghiului lui Sierpinski:
{\displaystyle D={\frac {\lg N(s)}{\lg \left({\frac {1}{d}}\right)}}={\frac {\lg 3^{k}}{\lg 2^{k}}}={\frac {k\lg 3}{k\lg 2}}={\frac {\lg 3}{\lg 2}}\approx 1,585.}

### Covorul lui Sierpinski
În cazul covorului lui Sierpinski:
{\displaystyle D={\frac {\lg N(s)}{\lg \left({\frac {1}{s}}\right)}}={\frac {\lg 8^{k}}{\lg 3^{k}}}={\frac {k\lg 8}{k\lg 3}}={\frac {\lg 8}{\lg 3}}\approx 1,8928.}

### Buretele lui Menger
Pentru Buretele lui Menger, dimensiunea de autosimilaritate este:
{\displaystyle D={\frac {\lg N(s)}{\lg \left({\frac {1}{s}}\right)}}={\frac {\lg 20^{k}}{\lg 3^{k}}}={\frac {k\lg 20}{k\lg 3}}={\frac {\lg 20}{\lg 3}}\approx 2,7268.}
Din exemplele anterioare se observă că dimensiunea Hausdorff a unui fractal nu este în general un număr întreg.
Există și fractali cu dimensiunea întreagă, cum sunt curba lui Peano și curba lui Hilbert care au dimensiunea 2.
În urma analizei dimensiunilor topologice și fractale și formulării unei definiții riguroase a noțiunii de fractal s-a constatat că, în cazul fractalilor, dimensiunea fractală este mai mare decât cea topologică:
{\displaystyle D>D_{T}.}

## Aplicații ale geometriei fractale

### Fractalii în stiință
Aplicabilitatea geometriei fractale nu se rezumă doar la fenomene statice, ci și în studiul fenomenelor dinamice, în evoluție, cum ar fi fenomenele de creștere în biologie sau de dezvoltare a populațiilor urbane.

### Fractalii în natură

Un fractal care modelează suprafața unui munte (animație)

Fractali aproximativi sunt ușor de observat în natură. Aceste obiecte afișează o structură auto-similară la o scară mare, dar finită. Exemplele includ norii, fulgii de zăpadă, cristalele, lanțurile montane, fulgerele, rețelele de râuri, conopida sau broccoli și sistemul de vase sanguine și vase pulmonare.

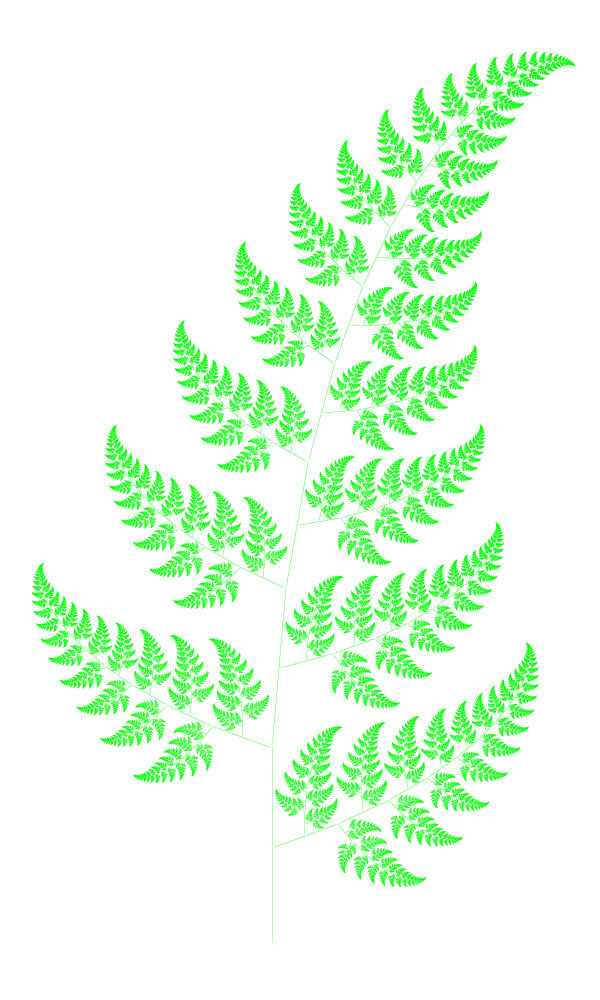
Un fractal ferigă obținut printr-un sistem de funcții iterate

Arborii și ferigile sunt fractali naturali și pot fi modelați pe calculator folosind un algoritm recursiv. Natura recursivă este evidentă în aceste exemple — o ramură a unui arbore sau o frunză a unei ferigi este o copie în miniatură a întregului: nu identice, dar similare.
În 1999, s-a demonstrat despre anumite forme de fractali auto-similari că au o proprietate de "frequency invariance" — aceleași proprietăți electromagnetice indiferent de frecvență — din Ecuațiile lui Maxwell.

### Fractalii în artă
Tipare de fractali au fost descoperite în picturile artistului american Jackson Pollock. Deși picturile lui Pollock's par a fi doar stropi haotici, analiza computerizată a descoperit tipare de fractali în opera sa.
Fractalii sunt de asemenea predominanți în arta și arhitectura africană. Casele circulare apar în cercuri de cercuri, casele dreptunghiulare în dreptunghiuri de dreptunghiuri și așa mai departe. Astfel de tipare se găsesc și în textile și sculpturile africane, precum și în părul împletit în codițe.

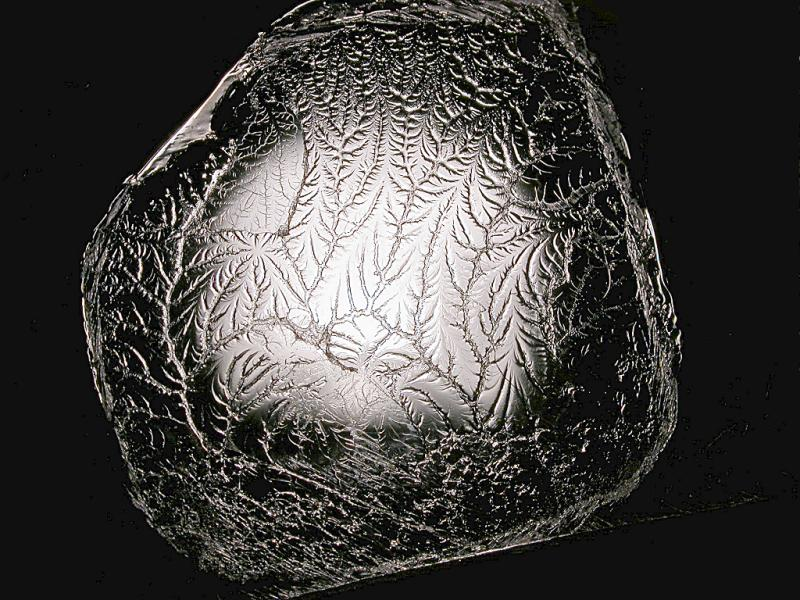
Un fractal se formează când se despart două plăci de acril lipite.
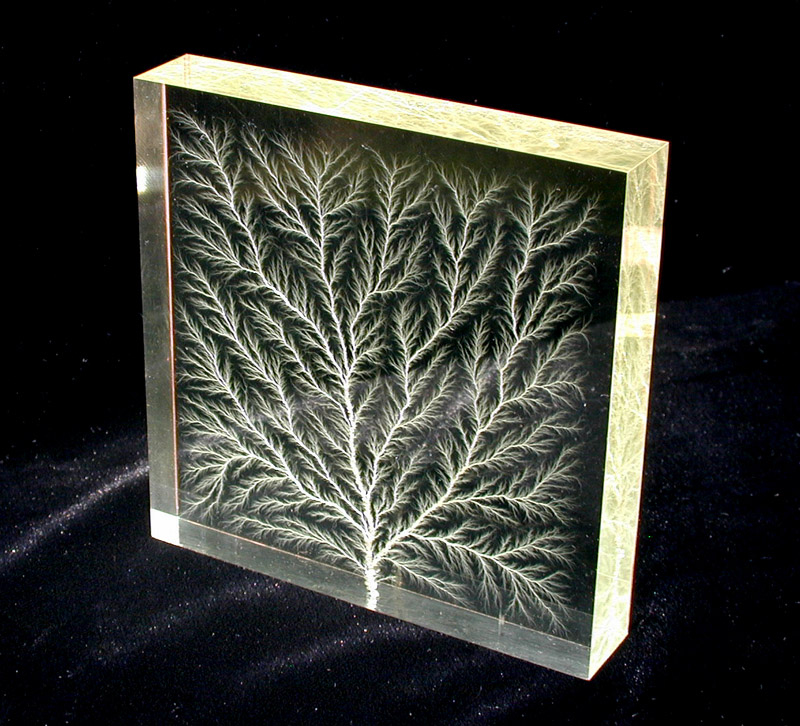
Degradarea unui bloc acrilic de 4 ţoli sub acţiunea unui curent de înaltă tensiune produce un fractal figură Lichtenberg.
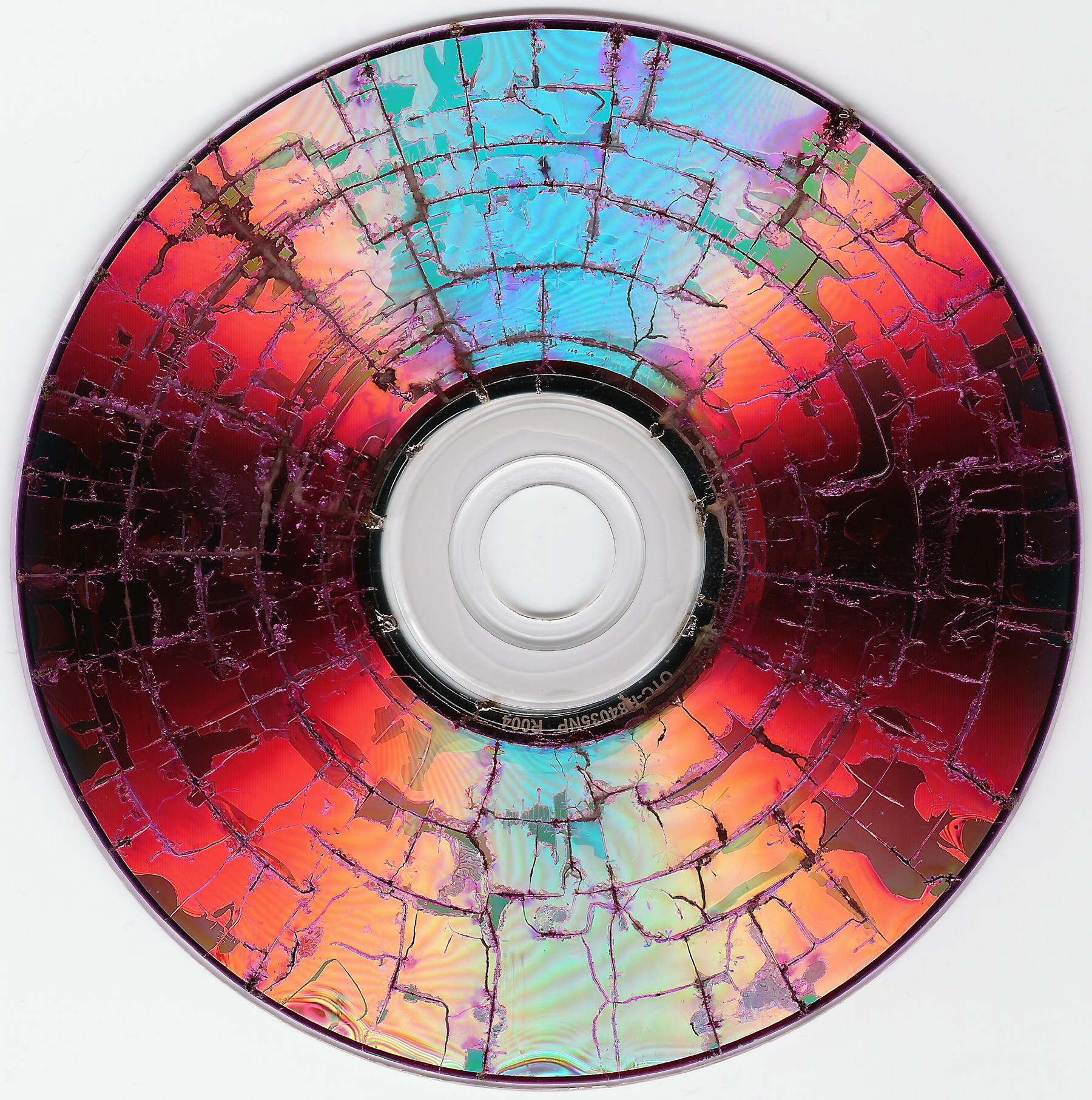
Ramificarea fractalilor are loc în cazul suprafeţei DVD-urilor iradiate într-un cuptor cu microunde
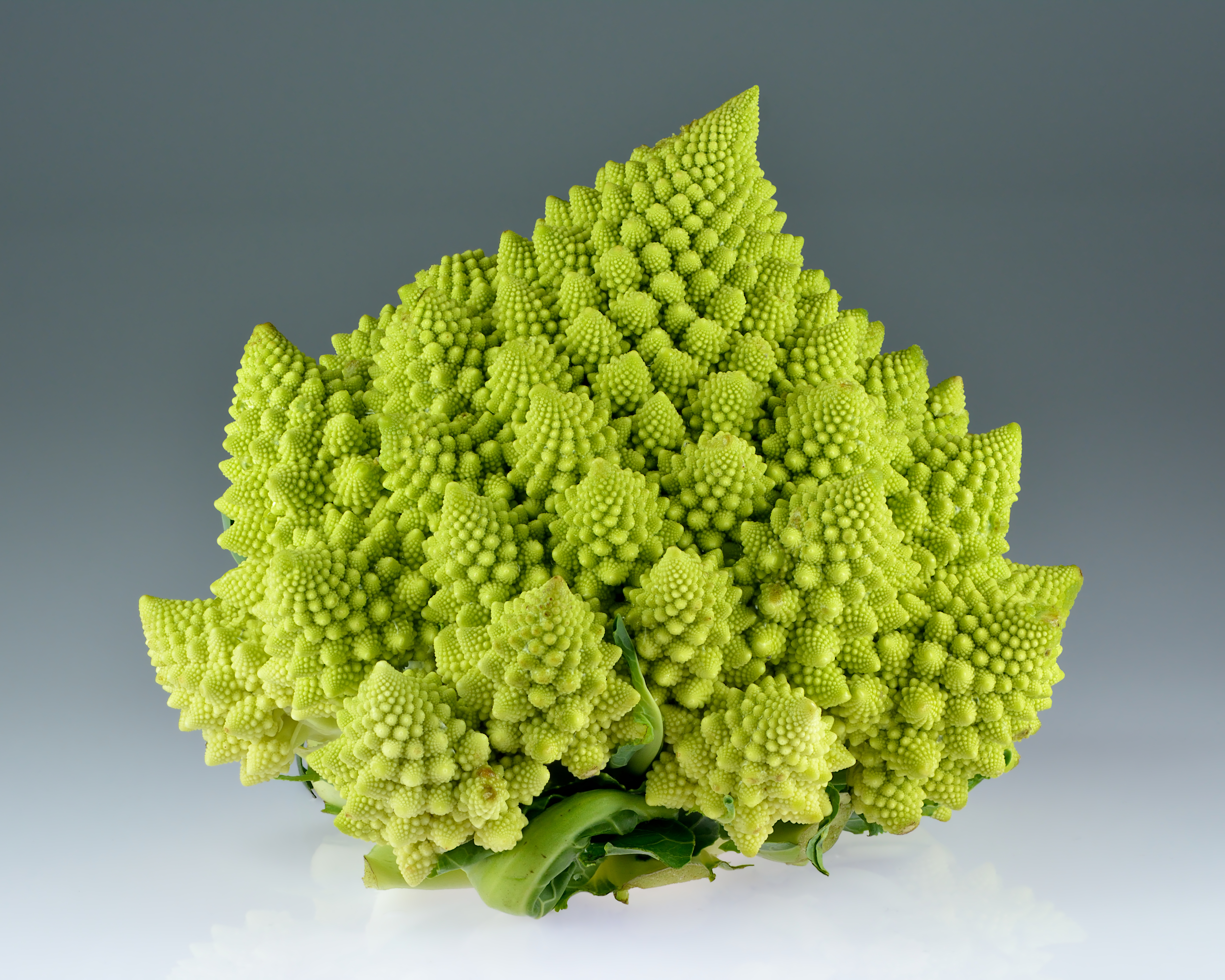
Broccoli Romanesco evidenţiind structuri de fractal naturale foarte fine
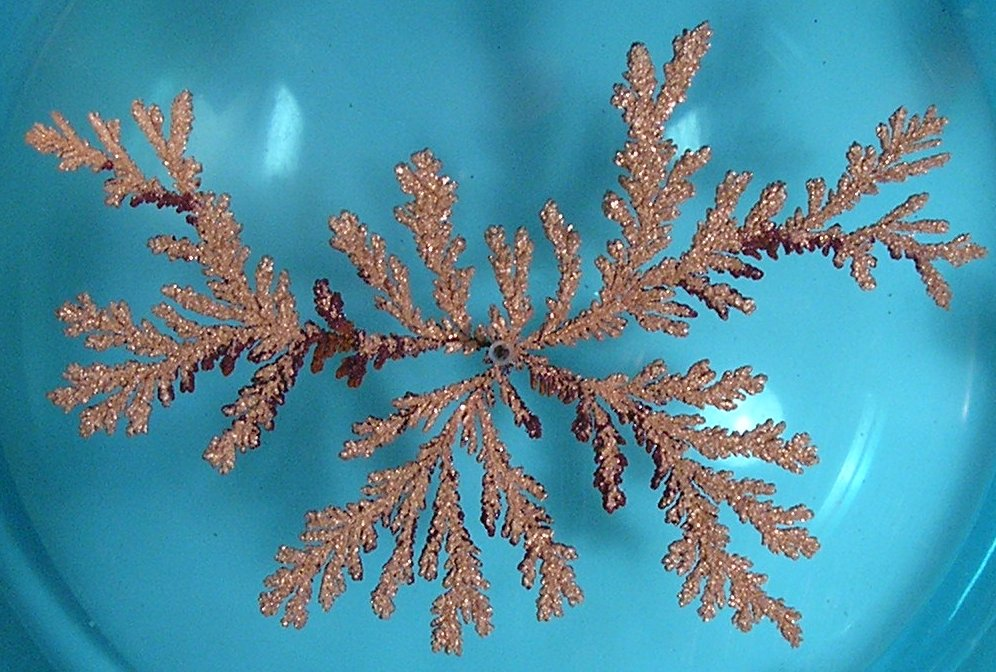
Un grup format prin agregare limitată de difuzie, dezvoltat dintr-o soluţie de sulfat de cupru într-o celulă de electrodepunere
O magnificare a mulţimii phoenix
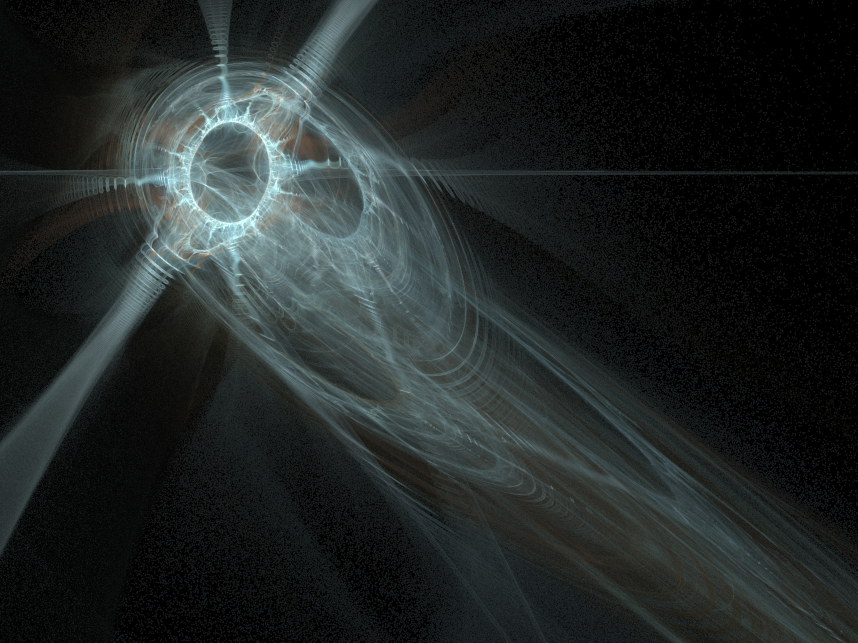
Fractal generat în PASCAL
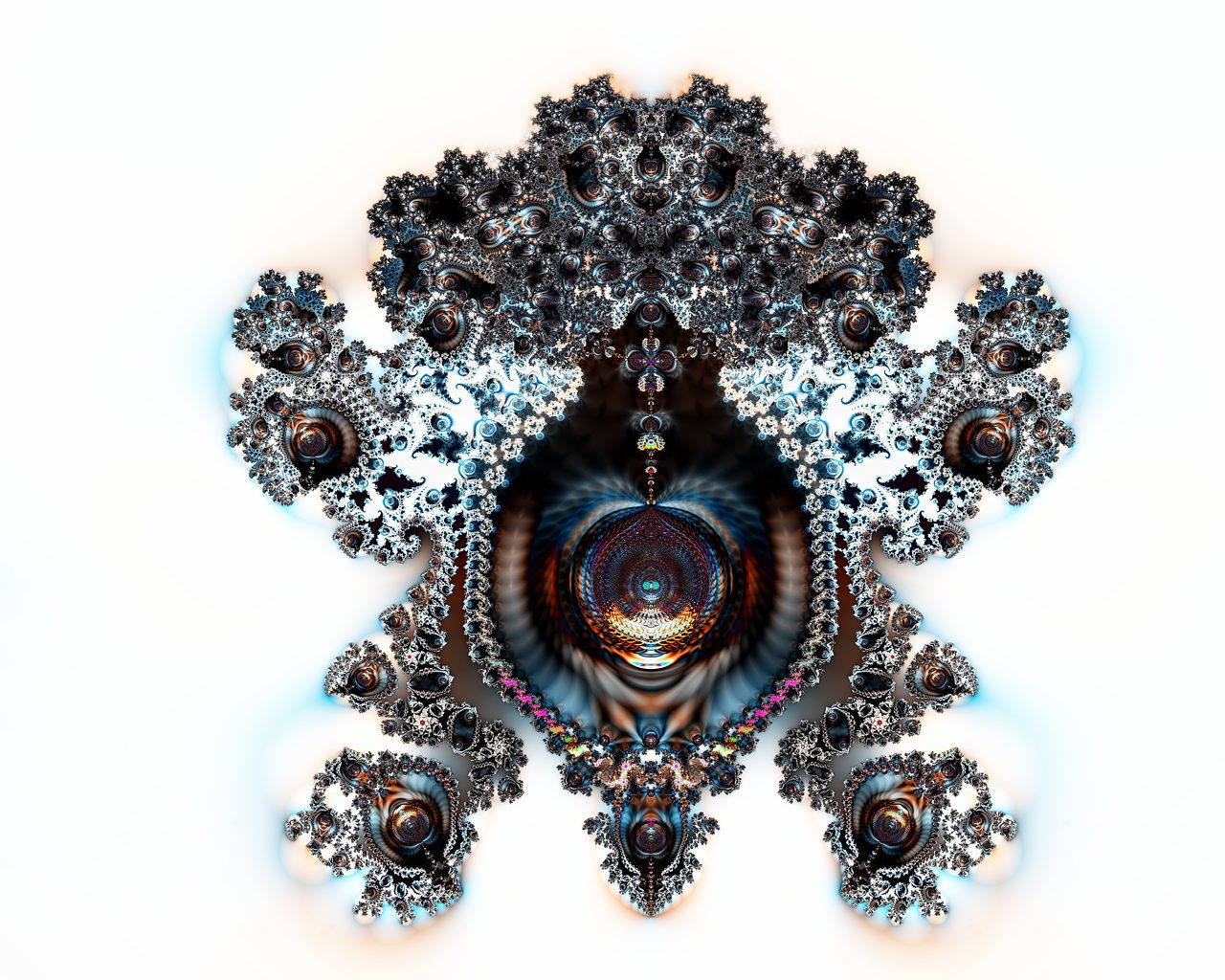
Fractal Sterling2